# Phiomicetus anubis
Phiomicetus anubis — викопний вид ссавців із родини Protocetidae, видобутий із фаюмської западини в Єгипті.

## Опис
Викопні решти — частковий скелет, знайдений у 2008 році та ідентифікований у 2021 році. Це був протоцетид середнього розміру. Новий вид відрізняється від інших протоцетидів великими видовженими скроневими ямками, передньорозташованими крилоподібними кістками, видовженими тім'яними кістками, незрощеним симфізом нижньої щелепи, що закінчується на рівні P3, та відносно збільшеним I3. Унікальні особливості черепа та нижньої щелепи свідчать про здатність до більш ефективної механічної обробки ротової порожнини, ніж у типових протоцетидів, тим самим забезпечуючи міцний хижий стиль харчування. Виявлення фіоміцета з того самого русла, що й ремінгтоноцетида (Remingtonocetidae) Rayanistes afer, дає перші чіткі докази спільного поширення в Африці базових родин китоподібних — Remingtonocetidae та Protocetidae.
Phiomicetus anubis мав приблизну довжину тіла 3 метри, а масу тіла приблизно 600 кг. Вид названо на честь єгипетського бога смерті, а назва роду вказує на Фаюмську западину.